# Российский Капитал
Российский капитал — российский коммерческий банк. Основан в 1993 году как «Рокабанк», в марте 1995 года был переименован в «Российский Капитал».
С 2009 года находился на санации в Агентстве по страхованию вкладов. В декабре 2017 года 100 % акций банка переданы в Росимущество, после чего 100 % акций банка были переданы в уставный капитал АО «ДОМ.РФ», в январе 2018 года после изменение устава изменил фирменное наименование на ДОМ.РФ.

## История
К 1999 году банк «Российский Капитал» вошел в ТОП-30 крупнейших банков России, один из первых получил лицензию и начал проводить операции с драгоценными металлами.
В ноябре 2004 рейтинговое агентство Moody’s Interfax Rating Agency присвоило, а в марте 2005 подтвердило долгосрочный кредитный рейтинг на уровне Ва1 (rus) по национальной шкале.
На 1 января 2006 года размер собственного капитала составлял 3,8 млрд рублей.
Кризис 2008 года негативно сказался на работе банка, вследствие чего возникла необходимость в проведении санации. В рамках санации владельцем 87,89% голосующих акций банка стала Национальный Резервный Банк.
С 2009 года акционером банка являлось Агентство по страхованию вкладов (АСВ), доля которого составляла 100 % акций.
В 2010 году акционером банка становится ГК «Агентство по страхованию вкладов» (99,99 % акций) 9 декабря 2015 года Правительственная комиссия по экономическому развитию и интеграции одобрила предложенную Министерством строительства и жилищно-коммунального хозяйства РФ концепцию завершения строительства объектов группы компаний «СУ-155» и участие банка «Российский капитал» в этом проекте. В рамках утверждённой концепции банк «Российский капитал» финансирует завершение строительства жилых объектов ГК «СУ-155».
В августе 2011 года в структуру банка вошёл пензенский ОАО «Губернский банк „Тарханы“».
27 июля 2011 года руководство Агентства по страхованию вкладов на своей пресс-конференции озвучило приобретение тольяттинского банка ОАО «ПотенциалБанк», который ранее входил в самарский банк Солидарность.
В конце ноября 2014 года филиальная сеть банка насчитывала 140 внутренних структурных подразделений в 27 регионах России.
30 марта 2015 года в беседе с журналистами глава банковской группы ВТБ А. Л. Костин публично предложил создать единый банк-санатор на базе Агентства по страхованию вкладов, делегировав непосредственную работу по санации банку Российский Капитал. По сообщениям прессы, 21 мая на совещании в Правительстве РФ было принято решение реализовать его идею.
23 мая 2015 года было объявлено, что Российский Капитал, по приглашению АСВ возглавит глава Банка Москвы, входящего в группу ВТБ, Михаил Кузовлев. Само приглашение связано с планом преобразования банка в «мегасанатора». До сентября 2015 шёл процесс согласования дальнейшей стратегии работы банка между всеми заинтересованными сторонами (АСВ, ВТБ, Минфин, ЦБ РФ). В процессе этого согласования из-за невозможности найти общую позицию с представителями АСВ 10 сентября Кузовлев был отправлен в отставку с поста председателя правления банка, но уже 11 сентября восстановлен обратно. После чего процесс согласования деятельности Российского Капитала в качестве мегасанатора между заинтересованными ведомствами был закончен в середине сентября стратегия его работы была утверждена советом директоров.
Осенью 2016 года ЦБ в рамках получения контроля над деятельностью АСВ потребовал передать банк АИЖК (с марта 2018 года — ДОМ.РФ), для чего банку необходимо было полностью зарезервировать проблемные кредиты и завершить процесс санации.
К апрелю 2017 года «Российский капитал» занимал 22-е место по активам (346,4 млрд руб.) и 25-е место по капиталу (36,3 млрд руб.). В июне была озвучена балансовая стоимость банка — 92 млрд руб.
4 октября 2017 года совет директоров АСВ принял решение до конца года передать банк Росимуществу.
10 ноября 2017 года премьер-министр РФ Дмитрий Медведев распорядился создать на базе «Российского капитала» ипотечно-строительный банк внесением в уставной капитал АИЖК 100 % акций банка